# Antodynerus versicolor
Antodynerus versicolor är en stekelart som först beskrevs av Kirby 1900.  Antodynerus versicolor ingår i släktet Antodynerus och familjen Eumenidae. Utöver nominatformen finns också underarten A. v. picturatus.